# Тайюен
Тайюен (на китайски: 太原, пинин: Tàiyuán) е град и административен център на провинция Шанси в Северен Китай, край река Фънхъ.

## География
Тайюен е център на административен район с население от 4 201 592 жители (2010 г.) и площ от 6956 км². Телефонният му код е 351. Има жп възел, аерогара и висши училища. Развити са металургичната, машиностроителната, химичната и текстилната промишленост.

## История
За първи път се споменава за него през 497 г. пр.н.е.

## Побратимени градове
- Донецк, Украйна
- Кемниц, Германия
- Лонсестън, Австралия
- Нашвил, САЩ
- Нюкасъл, Англия
- Саратов, Русия
- Сиктивкар, Русия
- Химеджи, Япония